# Februari 2001
Dit artikel geeft een chronologisch overzicht van alle belangrijke gebeurtenissen per dag in de maand februari van het jaar 2001.

## Gebeurtenissen

### 2 februari
- Het Kamerlid Tara Singh Varma (GroenLinks) schrijft dat ze geen perspectieven meer heeft om beter te worden.

### 3 februari
- De Nederlandse patholoog-anatoom Van Velzen wordt ervan beschuldigd dat hij de spil is in een schandaal rond het illegaal verwijderen van organen van dode kinderen in een ziekenhuis in Liverpool. Hij ontkent.

### 5 februari
- Internetbedrijf Newconomy rapporteert over het jaar 2000 onverwachts een verlies van tussen de 72,6 en 83,6 miljoen gulden.

### 6 februari
- Israël kiest een nieuwe premier: Ariel Sharon, leider van de rechtse Likudpartij.

### 7 februari
- De Bosschenaar Pierre Bouleij, die in december werd doodgeschoten door een politieagent, is in de rug geraakt. Dat blijkt uit het sectierapport.

### 8 februari
- De politie arresteert acht Hells Angels bij een inval in hun Amsterdamse clubhuis. Na een dag worden ze vrijgelaten.

### 9 februari
- Het drie miljoenste huwelijk in Las Vegas (Verenigde Staten) wordt gesloten.
- Werknemers bij de overheid kampen met fikse loonachterstanden, een weinig wenkend carrièreperspectief en een (te) hoog ziekteverzuim. Dat concludeert de commissie-Van Rijn.

### 12 februari
- De ruimtesonde Near landt op de planetoïde Eros.
- De erfelijke informatie van de mens ligt vast in 30.000 tot 40.000 genen. Dat zijn er twee- tot driemaal minder dan werd verondersteld, zo concluderen twee concurrerende onderzoeksgroepen.
- Ierland moet van de Europese Unie maatregelen nemen om de oververhitting van de economie tegen te gaan. Het is de eerste keer dat een land zo'n officiële waarschuwing krijgt

### 13 februari
- Er waart een computervirus rond onder de naam van de tennisster Anna Koernikova. Honderdduizenden computers raken besmet.

### 14 februari
- In Arnhem begint de rechtszaak over de verantwoordelijkheden bij de ramp met het Hercules-toestel in 1996 in Eindhoven.

### 15 februari
- In het Zweedse Stockholm loopt Marko Koers de Engelse mijl (1609 m) in 3.57,37 en verbetert hiermee het Nederlandse record.
- De Italiaanse wielrenner Andrea Ferrigato wint de 27ste editie van de Ronde van de Algarve.
- Treinreizigers kunnen vanaf vandaag geld terugkrijgen van de NS als zij een vertraging oplopen van een half uur of langer.
- Karel Aalbers, voormalig voorzitter van voetbalclub SBV Vitesse, wordt aangehouden op verdenking van belastingfraude, valsheid in geschrifte en oplichting van de Arnhemse voetbalclub.

### 20 februari
- Er wordt in Groot-Brittannië bij 20 varkens mond-en-klauwzeer (MKZ) ontdekt, een maand later worden de eerste gevallen in Nederland vastgesteld. Begin 2002 is de MKZ-crisis officieel voorbij.

### 21 februari
- Paus Johannes Paulus II creëert 42 nieuwe kardinalen, onder wie de Litouwse oud-nuntius in Nederland Audrys Juozas Bačkis.

### 22 februari
- In Nederland krijgen films en televisieprogramma's pictogrammen waarmee aangegeven wordt voor welke leeftijd het geschikt is en in feite gewaarschuwd wordt voor seks, geweld en gegriezel.
- ABN Amro kondigt aan dat in drie jaar tijd 6.250 van de ruim 29.000 arbeidsplaatsen bij het kantorennet worden geschrapt.

### 23 februari
- De Belg Joeri Jansen verbetert in Gent het Belgische record op de 1000 m tot 2.18,65.

### 26 februari
- De Taliban vernietigen twee gigantische Boeddha-beelden in Bamiyan, Afghanistan.
- In het Engelse Maidstone begint de strafzaak tegen de Nederlandse chauffeur Perry W. Volgens de Britse politie is hij schuldig aan de dood van 58 illegale Chinezen, vorig jaar in Dover.

### 27 februari
- Ontslag van de Italiaan Angelo Acerbi als nuntius in Nederland en benoeming van de Fransman François Bacqué tot zijn opvolger.

### 28 februari
- Het Nederlands voetbalelftal speelt met 0-0 gelijk tegen Turkije in een vriendschappelijk duel in de Amsterdam Arena. Victor Sikora (Vitesse) maakt zijn debuut in de ploeg van bondscoach Louis van Gaal.
- Negentig procent van het vuurwerk dat bij S.E. Fireworks lag, was zwaarder dan toegestaan. Dit concludeert de commissie-Oosting.

## Overleden
<< · januari · februari · maart · april · mei · juni · juli · augustus · september · oktober · november · december · >>